# Окремість Мурчісонова
Окремість Мурчісонова (рос. отдельность Мурчисонова, англ. Murchison’s parting; нім. Murchisonische Absonderung f) — в мінералогії — альбітові смужки, розташовані паралельно першому пінакоїду в мікроклін-пертиті.